# Alunelul
Alunelul – taniec ludowy Rumunii i Mołdawii wywodzący się z regionu Oltenii (Mała Wołoszczyzna).

## Nazwa
Uważa się, że słowo Alunelul oznacza "mały orzech laskowy". Nawiązanie nazwą do roślinności może tradycyjnie wynikać z faktu wykorzystywania drzew i krzewów jako schronienia przed najeźdźcami oraz docenienia ich jako źródła pożywienia. Słowo to jest też używane w Rumunii jako określenie mężczyzny.
Zdaniem Teodora Vasilescu, rumuńskiego eksperta od kultury ludowej, tańce bardzo rzadko przyjmują nazwy od kwiatów i roślin, z wyjątkiem tańca Floricica ("mały kwiat"). Vasilescu uważa, że Alunelu jest połączeniem słów "A lu Nelu", gdzie Nelu jest imieniem, a zatem byłby to "taniec Nelu".

## Pochodzenie i rozwój
Alunelul prawdopodobnie wywodzi się ze starożytnych tańców korowodowych związanych z religijnymi rytuałami lub uroczystościami. Ze względu na położenie geograficzne Rumunii, rozwój tańców korowodowych trwał w okresie średniowiecza, niezakłócony wpływami z krajów na zachód od Karpat.
Na początku XX wieku został włączony do programu nauczania w rumuńskich szkołach jako pierwszy z rodzimych tańców tradycyjnych. Szeroką popularność zyskał po II wojnie światowej. W latach 50. i 60. dotarł do USA.